# National League Championship Series
National League Championship Series (NLCS) – w Major League Baseball po raz pierwszy miały miejsce w 1969 roku po przystąpieniu do National League dwóch nowych zespołów i podzieleniu jej na dwie dywizje: West Division i East Division. Zwycięzcy obydwu dywizji przystępowali do National League Championship Series, zaś wygrany zespół w NLCS do World Series. Początkowo obowiązywał format best-of-five i grano do trzech wygranych meczów. Od sezonu 1985 serie rozgrywane są w formacie best-of-seven.
W 1994 utworzono trzecią dywizję Central Division i dodatkową rundę w postseason, National League Division Series (NLDS) rozgrywanej w formacie best-of-five, jednak z powodu strajku zawodników i niedokończenia sezonu, League Division Series zainaugurowano rok później. Zwycięzcy NLDS przystępują do National League Championship Series.

## Finały National League
| Rok  | Zwycięzca                                                              | Przegrany                                                              | Wynik                                                                  | NLCS MVP                                                               |                                                                        |
| ---- | ---------------------------------------------------------------------- | ---------------------------------------------------------------------- | ---------------------------------------------------------------------- | ---------------------------------------------------------------------- | ---------------------------------------------------------------------- |
| 1969 | New York Mets                                                          | Atlanta Braves                                                         | 3–0                                                                    |                                                                        |                                                                        |
| 1970 | Cincinnati Reds                                                        | Pittsburgh Pirates                                                     | 3–0                                                                    |                                                                        |                                                                        |
| 1971 | Pittsburgh Pirates                                                     | San Francisco Giants                                                   | 3–1                                                                    |                                                                        |                                                                        |
| 1972 | Cincinnati Reds                                                        | Pittsburgh Pirates                                                     | 3–2                                                                    |                                                                        |                                                                        |
| 1973 | New York Mets                                                          | Cincinnati Reds                                                        | 3–2                                                                    |                                                                        |                                                                        |
| 1974 | Los Angeles Dodgers                                                    | Pittsburgh Pirates                                                     | 3–1                                                                    |                                                                        |                                                                        |
| 1975 | Cincinnati Reds                                                        | Pittsburgh Pirates                                                     | 3–0                                                                    |                                                                        |                                                                        |
| 1976 | Cincinnati Reds                                                        | Philadelphia Phillies                                                  | 3–0                                                                    |                                                                        |                                                                        |
| 1977 | Los Angeles Dodgers                                                    | Philadelphia Phillies                                                  | 3–1                                                                    | Dusty Baker (Los Angeles Dodgers)                                      |                                                                        |
| 1978 | Los Angeles Dodgers                                                    | Philadelphia Phillies                                                  | 3–1                                                                    | Steve Garvey (Los Angeles Dodgers)                                     |                                                                        |
| 1979 | Pittsburgh Pirates                                                     | Cincinnati Reds                                                        | 3–0                                                                    | Willie Stargell (Pittsburgh Pirates)                                   |                                                                        |
| 1980 | Philadelphia Phillies                                                  | Houston Astros                                                         | 3–2                                                                    | Manny Trillo (Philadelphia Phillies)                                   |                                                                        |
| 1981 | Los Angeles Dodgers                                                    | Montreal Expos                                                         | 3–2                                                                    | Burt Hooton (Los Angeles Dodgers)                                      |                                                                        |
| 1982 | St. Louis Cardinals                                                    | Atlanta Braves                                                         | 3–0                                                                    | Darrell Porter (St. Louis Cardinals)                                   |                                                                        |
| 1983 | Philadelphia Phillies                                                  | Los Angeles Dodgers                                                    | 3–1                                                                    | Gary Matthews (Philadelphia Phillies)                                  |                                                                        |
| 1984 | San Diego Padres                                                       | Chicago Cubs                                                           | 3–2                                                                    | Steve Garvey (San Diego Padres)                                        |                                                                        |
| 1985 | St. Louis Cardinals                                                    | Los Angeles Dodgers                                                    | 4–2                                                                    | Ozzie Smith (St. Louis Louis Cardinals)                                |                                                                        |
| 1986 | New York Mets                                                          | Houston Astros                                                         | 4–2                                                                    | Mike Scott (Houston Astros)                                            |                                                                        |
| 1987 | St. Louis Cardinals                                                    | San Francisco Giants                                                   | 4–3                                                                    | Jeffrey Leonard (San Francisco Giants)                                 |                                                                        |
| 1988 | Los Angeles Dodgers                                                    | New York Mets                                                          | 4–3                                                                    | Orel Hershiser (Los Angeles Dodgers)                                   |                                                                        |
| 1989 | San Francisco Giants                                                   | Chicago Cubs                                                           | 4–1                                                                    | Will Clark (San Francisco Giants)                                      |                                                                        |
| 1990 | Cincinnati Reds                                                        | Pittsburgh Pirates                                                     | 4–2                                                                    | Rob Dibble i Randy Myers (Cincinnati Reds)                             |                                                                        |
| 1991 | Atlanta Braves                                                         | Pittsburgh Pirates                                                     | 4–3                                                                    | Steve Avery (Atlanta Braves)                                           |                                                                        |
| 1992 | Atlanta Braves                                                         | Pittsburgh Pirates                                                     | 4–3                                                                    | John Smoltz (Atlanta Braves)                                           |                                                                        |
| 1993 | Philadelphia Phillies                                                  | Atlanta Braves                                                         | 4–2                                                                    | Curt Schilling (Philadelphia Phillies)                                 |                                                                        |
| 1994 | League Championship Series nie odbyły się z powodu strajku zawodników. | League Championship Series nie odbyły się z powodu strajku zawodników. | League Championship Series nie odbyły się z powodu strajku zawodników. | League Championship Series nie odbyły się z powodu strajku zawodników. | League Championship Series nie odbyły się z powodu strajku zawodników. |
| 1995 | Atlanta Braves                                                         | Cincinnati Reds                                                        | 4–0                                                                    | Mike Devereaux (Atlanta Braves)                                        |                                                                        |
| 1996 | Atlanta Braves                                                         | St. Louis Cardinals                                                    | 4–3                                                                    | Javy López (Atlanta Braves)                                            |                                                                        |
| 1997 | Florida Marlins #                                                      | Atlanta Braves                                                         | 4–2                                                                    | Liván Hernández (Florida Marlins)                                      |                                                                        |
| 1998 | San Diego Padres                                                       | Atlanta Braves                                                         | 4–2                                                                    | Sterling Hitchcock (San Diego Padres)                                  |                                                                        |
| 1999 | Atlanta Braves                                                         | New York Mets #                                                        | 4–2                                                                    | Eddie Pérez (Atlanta Braves)                                           |                                                                        |
| 2000 | New York Mets #                                                        | St. Louis Cardinals                                                    | 4–1                                                                    | Mike Hampton (New York Yankees)                                        |                                                                        |
| 2001 | Arizona Diamondbacks                                                   | Atlanta Braves                                                         | 4–1                                                                    | Craig Counsell (Arizona Diamondbacks)                                  |                                                                        |
| 2002 | San Francisco Giants #                                                 | St. Louis Cardinals                                                    | 4–1                                                                    | Benito Santiago (San Francisco Giants)                                 |                                                                        |
| 2003 | Florida Marlins #                                                      | Chicago Cubs                                                           | 4–3                                                                    | Iván Rodríguez (Florida Marlins)                                       |                                                                        |
| 2004 | St. Louis Cardinals                                                    | Houston Astros #                                                       | 4–3                                                                    | Albert Pujols (St. Louis Cardinals)                                    |                                                                        |
| 2005 | Houston Astros #                                                       | St. Louis Cardinals                                                    | 4–2                                                                    | Roy Oswalt (Houston Astros)                                            |                                                                        |
| 2006 | St. Louis Cardinals                                                    | New York Mets                                                          | 4–3                                                                    | Jeff Suppan (St. Louis Cardinals)                                      |                                                                        |
| 2007 | Colorado Rockies #                                                     | Arizona Diamondbacks                                                   | 4–0                                                                    | Matt Holliday (Colorado Rockies)                                       |                                                                        |
| 2008 | Philadelphia Phillies                                                  | Los Angeles Dodgers                                                    | 4–1                                                                    | Cole Hamels (Philadelphia Phillies)                                    |                                                                        |
| 2009 | Philadelphia Phillies                                                  | Los Angeles Dodgers                                                    | 4–1                                                                    | Ryan Howard (Philadelphia Phillies)                                    |                                                                        |
| 2010 | San Francisco Giants                                                   | Philadelphia Phillies                                                  | 4–2                                                                    | Cody Ross (San Francisco Giants)                                       |                                                                        |
| 2011 | St. Louis Cardinals #                                                  | Milwaukee Brewers                                                      | 4–2                                                                    | David Freese (St. Louis Cardinals)                                     |                                                                        |
| 2012 | San Francisco Giants                                                   | St. Louis Cardinals #                                                  | 4–3                                                                    | Marco Scutaro (San Francisco Giants)                                   |                                                                        |
| 2013 | St. Louis Cardinals                                                    | Los Angeles Dodgers                                                    | 4–2                                                                    | Michael Wacha (St. Louis Cardinals)                                    |                                                                        |
| 2014 | San Francisco Giants #                                                 | St. Louis Cardinals                                                    | 4–1                                                                    | Madison Bumgarner (San Francisco Giants)                               |                                                                        |
| 2015 | New York Mets                                                          | Chicago Cubs                                                           | 4–0                                                                    | Daniel Murphy (New York Mets)                                          |                                                                        |
| 2016 | Chicago Cubs                                                           | Los Angeles Dodgers                                                    | 4–2                                                                    | Javier Báez i Jon Lester (Chicago Cubs)                                |                                                                        |
| 2017 | Los Angeles Dodgers                                                    | Chicago Cubs                                                           | 4–1                                                                    | Chris Taylor i Justin Turner (Los Angeles Dodgers)                     |                                                                        |
| 2018 | Los Angeles Dodgers                                                    | Milwaukee Brewers                                                      | 4–3                                                                    | Cody Bellinger (Los Angeles Dodgers)                                   |                                                                        |
| 2019 | Washington Nationals #                                                 | St. Louis Cardinals                                                    | 4–0                                                                    | Howie Kendrick (Washington Nationals)                                  |                                                                        |
| 2020 | Los Angeles Dodgers                                                    | Atlanta Braves                                                         | 4–3                                                                    | Corey Seager (Los Angeles Dodgers)                                     |                                                                        |
| 2021 | Atlanta Braves                                                         | Los Angeles Dodgers #                                                  | 4–2                                                                    | Eddie Rosario (Atlanta Braves)                                         |                                                                        |
| 2022 | Philadelphia Phillies #                                                | San Diego Padres #                                                     | 4–1                                                                    | Bryce Harper (Philadelphia Phillies)                                   |                                                                        |
| 2023 | Arizona Diamondbacks #                                                 | Philadelphia Phillies #                                                | 4–3                                                                    | Ketel Marte (Arizona Diamondbacks)                                     |                                                                        |

# – zespół awansował do postseason po otrzymaniu dzikiej karty